# Hearts of Iron III
Hearts of Iron III («Хартс оф а́йрон», с англ. — «Стальные сердца»; в русской локализации — «День Победы III») — компьютерная игра в жанре глобальная стратегия, посвящённая Второй мировой войне. Выпущена компанией Paradox Interactive в 2009 году как дальнейшее развитие линейки игр Hearts of Iron (после Hearts of Iron II).
Игра была анонсирована 20 августа 2008 года, 1 октября 2008 года появились первые скриншоты, официальный выход игры состоялся 7 августа 2009 года. В 2010 и 2011 годах вышли расширения, соответствующие второй и третьей версии игры: Semper Fi и For the Motherland. Для игры также создан ряд модификаций, расширяющих её сюжетные и тактические возможности.
Признана лучшей стратегией по версиям World Cyber Gaming, EULA, IFFO. Игру также высоко оценили многие игровые критики.

## Игровой процесс
Как и множество других глобальных стратегий, Hearts of Iron III базируется на развитии государства, инфраструктурном и военном строительстве, дипломатии и собственно войне. Игровой процесс проходит в рамках исторического периода с 1936 года по 1948 год. Игроку предоставляется возможность играть за любую из 160 стран и полуколоний, существовавших в тот период. Как и в предыдущих играх серии, игрок своей политикой может привести практически свою игровую страну в один из трёх военно-политических блоков: Союзники (то есть Альянс либеральных демократий, изначально в него входят Великобритания и Франция), Ось (изначально — Германия) и Коминтерн (изначально — СССР, Тува и Монголия).

## Дополнения
Стартовая версия 1.0 с патчами (на настоящее время последняя версия патчей 1.4) получила название Vanilla.
В 2010 году вышло дополнение Semper Fi, соответствующий версии игры 2.0.
В 2011 году вышло дополнение For the Motherland, соответствующий версии игры 3.0.

### Semper Fi
Вышедший 6 июня 2010 дополнение к игре, получившее название Semper Fi, был восторженно встречен любителями игры. Несмотря на то, что дополнение не предлагает большого числа свежих миссий, каких-то новых боевых единиц, радикальных перемен в интерфейсе, оформлении или игровой логике, сделано много усовершенствований, делающих игровой процесс значительно удобнее, реалистичнее и вариативнее. Заметно улучшен ИИ, исправлены многочисленные детали, вызывавшие недовольство у игроков.
Название «Semper Fi» в русской локализации перевода не получило, но является сокращённой формой латинского выражения semper fidelis — всегда верный, что в военном контексте соответствует русскому выражению «всегда готов!»

### For the Motherland
Название вышедшего в июне 2011 года дополнения For the Motherland в русской локализации, ожидаемым образом, переведено как «За Родину!»

## Отзывы
| Сводный рейтинг | Сводный рейтинг |
| Агрегатор       | Оценка          |
| --------------- | --------------- |
| GameRankings    | 77,33 %         |